# Casseler FV 95
Casseler FV 95 was een Duitse voetbalclub uit Kassel, deelstaat Hessen. De club bestond van 1895 tot 1919, toen de schrijfwijze van de stad nog met een C geschreven werd.

## Geschiedenis
Op 3 juli 1893 werd FC Union 93 Kassel opgericht. Nadat de club in 1895 fuseerde met FC Hassia 93 Cassel werd de naam Casseler FV 95 aangenomen. Op 25 september 1895 werd de eerste wedstrijd gespeeld tegen 1. FC Hanauer 93 en met 1:9 verloren. In 1903 sloot de club zich bij de Casselse voetbalbond aan en speelde dat jaar een vriendschappelijke wedstrijd tegen de eerste Duitse landskampioen, VfB Leipzig, en speelde 2:2 gelijk. Een jaar later nam de club deel aan de eindronde om de Duitse landstitel en verloor daar meteen van Duisburger SpV. Datzelfde jaar fuseerde de club nog met Casseler FV von 1897.
Vanaf 1906 ging de club in de Hessische competitie spelen. Er waren twee groepen van drie clubs en CFV 95 werd groepswinnaar en nam het in de finale om de titel op tegen Gießener FC 1900 en won met zware cijfers de titel. Hierdoor plaatste de club zich voor de West-Duitse eindronde en versloeg daar BV Solingen 98 en verloor dan de finale van Düsseldorfer FC 1899. Het volgende seizoen werd de club opnieuw groepswinnaar en had het maximum van de punten en een gemiddeld doelsado van 7 goals per wedstrijd. Nadat FC Jahn Siegen in de finale verslagen werd trof de club opnieuw BV Solingen in de eindronde en won opnieuw en ging dan tegen Duisburger SpV de boot in. Gustav Hensel werd in 1908 geselecteerd voor de allereerste interland van het nationaal elftal in een wedstrijd tegen Zwitserland, hij zou echter slechtst één keer opgeroepen worden.
De competitie werd in 1908/09 teruggebracht naar één reeks en CFV eindigde samen met Borussia Fulda op de eerste plaats en won de beslissende wedstrijd om de titel met 7:4. In de eindronde verloor de club met 8:5 van SC Preußen Duisburg. Nadat de vierde titel op rij behaald werd versloeg de club in de eindronde Gießener SV 1900 en Dürener FC 03 en verloor dan met 6:1 van Duisburger SpV. In 1910/11 werd de vijfde titel behaald en in de eindronde verloor de club van FC Olympia 03 Osnabrück. Het volgende seizoen doorbrak VfB 1905 Gießen dehegemonie van de club en CFV werd geen kampioen. In 1912/13 eindigde de club samen met VfB 1905 Marburg op de eerste plaats, maar moest Marburg de titel laten na een beslissende wedstrijd. Na twee jaar onderbreking werd dan wel een nieuwe titel gehaald. In de eindronde werden de vijf West-Duitse kampioenen in één groep verdeeld en werd Cassel vierde.
Door het uitbreken van de Eerste Wereldoorlog werd de volgende jaren de competitie verder opgedeeld en speelde de club in een soort stadscompetitie. De eerste twee titels wist de club te winnen, maar er was geen verdere eindronde meer.
In 1919 fuseerde de club met VfK Cassel en werd zo SV Kurhessen 1893 Cassel.

## Erelijst
Kampioen Hessen 
1907, 1908, 1909, 1910, 1911, 1914
Kampioen Hessen-Cassel 
1915, 1916, 1918